# Paul Helbronner
Paul Helbronner (Compiègne, 24 aprile 1871 – Parigi, 18 ottobre 1938) è stato un alpinista, geodeta e ingegnere francese, famoso per aver pubblicato per primo tutta la descrizione geodedica delle Alpi francesi e delle montagne della Corsica.
Nel 1938, su proposta dell'Accademia francese delle scienze, il suo nome fu dato ad un picco di 3462 m s.l.m. del Monte Bianco, nelle Alpi Graie italiane, in prossimità della frontiera con la Francia, e alla relativa stazione del tratto italiano della Funivia dei Ghiacciai, che collega Courmayeur con Aiguille du Midi (Aiguilles de Chamonix), e quindi Chamonix.

## Biografia
Figlio di Orazio Helbronner, un avvocato dell'Oise (Piccardia) trasferitosi per lavoro a Parigi, e di Hermance Saint-Paul, fu introdotto all'alpinismo fin da piccolo dallo zio, il geologo Augusto Lévy. Frequentò il liceo Monge-Carnot di Parigi, quindi l'École polytechnique. Qui, conobbe Henri e Joseph Vallot, alpinisti e geologi di Chamonix-Mont-Blanc già noti nell'ambiente scientifico.

Nel 1898 sposò Hélène Fould, figlia di benestanti industriali. Tuttavia, l'amore per la montagna lo portò a continue esplorazioni e frequenti viaggi, inserendosi nel gruppo di ricerca dei Vallot, nel frattempo insoddisfatti dell'approssimata cartografia dei profili alpini dell'epoca.
Già nel 1904, completò le misurazioni geometriche della Catena di Belledonne, mentre nel 1906 si occupò delle misurazioni del Massiccio del Monte Bianco. Successivamente, si occupò delle Alpi del Delfinato. Le varie esplorazioni a piedi, con pesanti strumenti di misura a carico, e per aree che coprirono, in totale, oltre 18 000 km², lo consacrarono alla fama di arduo geodeta. Nel 1928, divenne membro dell'Accademia francese delle scienze e, nello stesso periodo, proseguì con la profilazione dettagliata delle montagne della Corsica. Abile disegnatore, oltre che a precisissime opere topografiche e fotografiche, si dedicò anche a dei ritratti, e fu altresì nominato presidente della Società di fotografia.
Raccolse tutto il suo lavoro nel periodo 1935-1938, in un'opera monumentale e altamente dettagliata di tutte le vette esplorate. Alla sua morte, lasciò in pubblica eredità gli archivi e le attrezzature, oggi visitabili ai musei alpini di Grenoble e di Chamonix.